# Josef Gutenäcker
Josef Gutenäcker (auch Joseph; * 4. Dezember 1800 in Stadtschwarzach; † 3. November 1866 in Bamberg) war ein Lehrer und wissenschaftlicher Schriftsteller. Insbesondere seine Werke über die Numismatik haben noch heute große Bedeutung.

## Leben
Jose Gutenäcker wurde am 4. Dezember 1800 in Stadtschwarzach geboren. Die Stadt war Teil des Amts Dettelbach im Hochstift Würzburg, gelangte aber im Zuge der Säkularisation schon 1803 an Kurpfalz-Bayern. Der Vater Peter Gutanaitre, der aus Frankreich ins Heilige Römische Reich gekommen war und dort den Nachnamen Gutenäcker angenommen hatte, arbeitete als Schirm- oder Parapluismacher in Stadtschwarzach. Die Mutter Johanna Stahl war im Ort geboren. Mit den Eltern zog Gutenäcker bereits früh nach Würzburg, wo er wohl auch seine schulische Ausbildung erhielt. Nach Volksschule und Gymnasium ging Gutenäcker an die Universität Würzburg. Hier ist er im Jahr 1824 nachweisbar. Gutenäcker erhielt eine Ausbildung zum Lehrer. Erstmals ist er als Lateinlehrer in Neuburg erwähnt.
Im Jahr 1825 wurde Gutenäcker Gymnasiallehrer am Gymnasium Münnerstadt. In dieser Zeit erschienen auch erste Publikationen, so setzte er sich mit der Geschichte der Schule auseinander. Gutenäcker nahm die Tätigkeit als Generalist wahr und unterrichtete die Schüler auch im Zeichnen. Er betreute außerdem die Schulbibliothek des Gymnasiums. In Münnerstadt wurde der Sohn Anton (1833–1897) geboren, der später ebenfalls als Bibliothekar bekannt werden sollte. Gutenäckers erste Frau Ursula Winter starb 1853, woraufhin er in Würzburg Josepha Ryß, die Tochter des dortigen Professors für Tierarzneikunde ehelichte. 1849 nahm Gutenäcker eine Stelle als Studienrektor am Bamberger Gymnasium an. Dort wurde auch Friedrich Gutenäcker (1852–1906) geboren, der später ein bekannter Tierarzt wurde. Josef Gutenäcker starb am 3. November 1866 in Bamberg.

## Werke (Auswahl)
Gutenäckers Werke umfassen eine Vielzahl verschiedener Themen. Hervorzuheben sind insbesondere mathematikhistorische Veröffentlichungen wie die deutsch-griechische Abhandlung Die Kreismessung des Archimedes. Daneben begann Gutenäcker in den 1840er Jahren auch vermehrt historische Themen zu bearbeiten. Als Hauptwerk kann die Schrift über die Münzen und Medaillen der Bamberger Fürstbischöfe gelten. Viele der Texte erschienen zunächst als Aufsätze in den Jahresberichten der Schulen, in denen er tätig war. Noch zu Lebzeiten erschienen allerdings Sonderdrucke in monografischer Form.
- Kreis-Messung des Archimedes von Syrakus nebst dem dazu gehörigen Kommentare des Eutokius von Askalon. Archimēdus Tu Syrakusios Kiklu Metrēsis, Kai Eutokiu Asklaōnitu eis autēn hypomnēma = Achimedis Syracusani Dimensio Circuli, et Eutocii Ascalonitae in hanc Commentarius. Etlinger, Würzburg 1825.
- Über die griechischen Mathematiker überhaupt, und über Euklid in's Besondere. Dorbath, Würzburg 1827.
- Commentationis loco praemittitur Proklu sphaira iam primum in linguam vernaculam transeata notisque illustrata (= Ad Anni Scholastici exeuntis solemnia in Gymnasio Regio Munnerstadiano 1830). Dorbath, Würzburg 1830.
- Das Grabmal des Archimedes. Ein Beitrag zur Charakteristik dieses großen Mathematikers. Bonitas, Würzburg 1833.
- mit Possidius Zitter: Vita Pauli Melissi Schedii. Bonitas, Würzburg 1834.
- Variae lectiones Sallustianae ex tribus codicibus manuscriptis excerptae. 2 Bde. Bonitas, Würzburg 1837 u. 1839.
- Beiträge zu einer kritischen Geschichte der Salzburg. Thein, Salzburg 1842.
- Geschichtlicher Bericht über die Kasse für erkrankte Gymnasiasten und Lateinschüler an der Königlichen Studien-Anstalt zu Bamberg (= Einladungsschrift zu den Schlußfeierlichkeiten des Schuljahres des Königlichen Bayerischen Lyzeums, Gymnasiums und der Lateinschule zu Bamberg 1854/1855). Gärtner, Bamberg 1855.
- Beiträge zur Literaturgeschichte Bambergs. Reindl, Bamberg 1862.
- Geschichte des Gymnasiums in Münnerstadt. Bonitas, Würzburg 1862.
- Franz Ludwig, Fürstbischof von Bamberg und Würzburg, Herzog zu Franken, in seinen Münzen. Einladungsschrift zur Enthüllungsfeier des von Sr. Majestät dem Könige Ludwig I. von Bayern diesem Fürsten zu Bamberg gewidmeten ehernen Standbildes. Reindl, Bamberg 1864.
- Zur Geschichte des Freiherrlich-von-Aufseßischen Studienseminars zu Bamberg. Reindl, Bamberg 1866.
- mit Anton Ruland: Die fürstbischöflich bambergischen und würzburgischen Münzen und Medaillen in ihren sinnbildlichen Darstellungen und Sprüchen. Holzhausen, Wien 1867.